# Hohenackersee
Der Hohenackersee wurde zur Wasserversorgung des Klosters Maulbronn angelegt. Der Teich liegt südöstlich der Stadt Maulbronn im baden-württembergischen Enzkreis.
Der Hohenackersee ist einer von über 20 Seen, die die Mönche des Maulbronner Klosters anlegten, um die Wasserversorgung des Klosters sicherzustellen und um Fischzucht zu betreiben. Zudem wurden zahlreiche Wassergräben gebaut. Innerhalb dieses Systems gehört der Hohenackersee zu den Speicherseen, die oberhalb des Klosters liegen. Die meisten Seen sind heute trockengelegt oder verlandet; neben dem Hohenackersee sind noch der Tiefe See, der Aalkistensee und der Roßweiher erhalten.
Der Hohenackersee hat heute eine Fläche von 0,55 Hektar; 1797 wurde die Fläche auf 1,99 Hektar beziffert. Er liegt in einem Waldgebiet südlich von Maulbronn in einer sich nach Westen öffnenden Mulde im Quellgebiet des Blaubachs (auch Wannenbach). Der Blaubach wendet sich unterhalb des Teichs nach Norden und erreicht nach rund 900 Meter das Kloster Maulbronn, wo er im südlichen Zwinger fließt, an der Weingartmeisterei in das Klosterkanalsystem eintritt und westlich des Kameralamtsgebäudes von links in die Salzach mündet.
Mönche des Maulbronner Klosters bauten zum Aufstau des Teichs einen Erddamm, der heute ungefähr 100 Meter lang und bis zu drei Meter hoch ist. Südlich des Sees verläuft ein künstlich angelegter Graben, der im westlich gelegenen Schefenackerwald Wasser sammelt und zum Roßweiher im Nordosten leitet. Wasser aus dem Graben konnte auch in den Hohenackersee abgezweigt werden. Mit dem Wasser aus dem Roßweiher konnte die Klostermühle angetrieben werden; das Wasser aus dem Hohenackersee diente der Spülung der Aborte in der Weingartmeisterei und im westlichen Klostergelände. Der Hohenackersee wurde vom Kloster und noch in den 1980er Jahren als Fischteich genutzt.
Die Biotopkartierung von 2009 charakterisiert den Hohenackersee als verlandenden Teich mit einer Insel. Hervorgehoben wird die Zonierung der Verlandungsvegetation: Grauweidengebüsche wachsen am Nord-, Ost- und Inselufer; Schilfröhrichte am Nord- und Ostufer. Am flacheren Südufer sind Großseggenriede von Sumpf- und Blasensegge zu finden, auf zeitweise trockenfallenden Bereichen wächst Teichbodenflora (Eiförmige Sumpfbinse und Brennender Hahnenfuß). Offene Wasserflächen sind mit Schwimmblattvegetation aus Schwimmendem Laichkraut bedeckt.